# Cryptoserphus flavipes
Cryptoserphus flavipes är en stekelart som först beskrevs av Léon Abel Provancher 1881.  Cryptoserphus flavipes ingår i släktet Cryptoserphus, och familjen svartsteklar. Arten är reproducerande i Sverige.